# Susan Sontag
Susan Sontag, născută Susan Rosenblatt (n. 16 ianuarie 1933, New York City, New York, SUA – d. 28 decembrie 2004, New York City, New York, SUA) a fost o scriitoare, filosoafă și activistă americană. Eseul care a consacrat-o este Împotriva interpretării, scris în plină Revoluție Culturală a anilor '60, o pledoarie pentru depășirea abordării hermeneutice în critica de artă occidentală.
Sontag a scris și a vorbit despre zone de conflict, inclusiv în timpul războiului din Vietnam și al asediului de la Sarajevo. A scris mult despre fotografie, cultură și mass-media, SIDA, drepturile omului și ideologia de stânga. Eseurile și discursurile sale au stârnit controverse, iar ea a fost descrisă ca fiind „unul dintre cei mai influenți critici ai generației sale”.

## Biografie
Susan Sontag se naște la New York la 16 ianuarie  1933. Mama sa, Mildred, pleacă în China, unde soțul său făcea comerț cu piei de animale. Copilul e lăsat în grija bunicilor. În 1938, după moartea soțului de tuberculoză, mama revine în Statele Unite, și se stabilește împreună cu fiica în Tucson (Arizona), recăsătorindu-se, cu căpitanul de aviație Nathan Sontag (Army Airforce). Împreună se mută la Canoga Park (Los Angeles). 
Susan, care a preluat numele tatălui vitreg, urmează un an la University of California (Berkeley), apoi la University of Chicago. În 1950 se căsătorește cu Philip Rieff, titularul unui curs despre Sigmund Freud la University of Chicago.
Tinerii căsătoriți se mută la Boston în 1951, iar în 1952, Susan se înscrie la Harvard College, unde obține licența în engleză (1954) și filosofie (1955). Timp de un an e bursieră și predă filosofia la același colegiu, iar în 1957, obține, împreună cu soțul, o bursă de studii în străinătate (St. Anne's College, Oxford).
Urmează cursuri la Universitatea din Paris în 1958, iar șederea în capitala Franței e sponsorizată de American Academy of University Women. Se întoarcere la New York în 1959 și solicită soțului divorțul. Ocupă un post de editor la revista Conimentary, fiind apoi lector la Sarah Lawrence College și City College of New York. O perioadă a fost scriitor rezident la Universitatea Rutgers (Brunswick).
La un control de rutină în anul 1975 i se descoperă un cancer la sân. E supusă mai multor operații și unui îndelungat tratament de chimioterapie. A decedat în 2004, într-un spital din New York.

## Recunoaștere

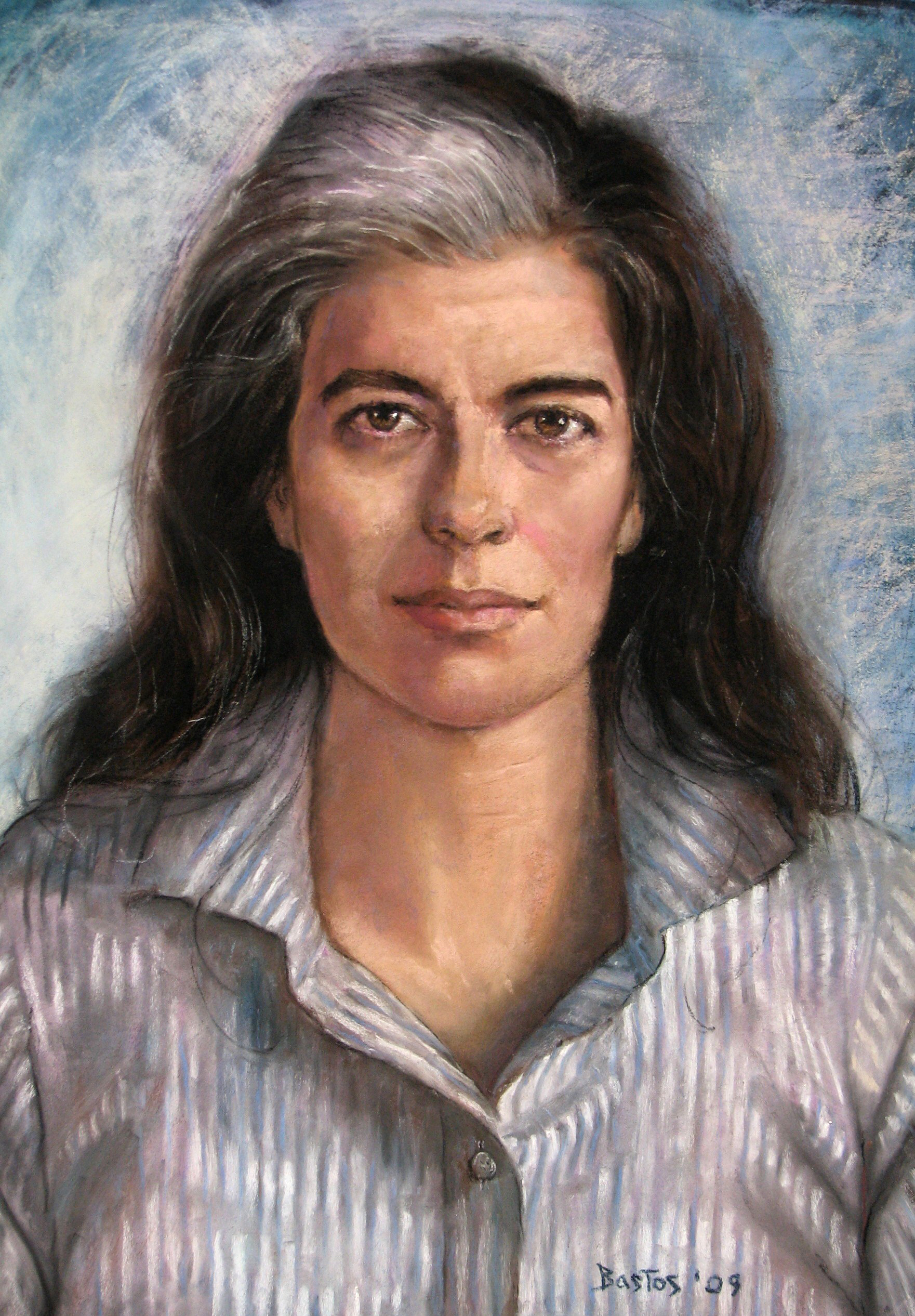
Susan Sontag. Pictură de Juan Bastos

Contribuțiile ei au fost recunoscute prin numeroase premii și granturi:
- Două Granturi ale Fundației Rockefeller (1964, 1974),
- Două burse ale Fundației Guggenheim (1966, 1975),
- Premiul pentru Arte și Litere al Academiei Americane și al Institutului de Arte și Litere (1976).
- Bursa - MacArthur Foundation Fellowship[18] (1990),
- Premiul Writers for Writers (1998)
- Premiul Ierusalim pentru libertatea individului în societate (2001).
- În 1999, a fost numită Commandeur de l'Ordre des Arts et des Lettres de către guvernul francez, după ce a fost numită Ofițer al aceluiași ordin în 1984.
- A primit două premii europene în 2003 — Premiul Prințului Asturiei pentru Literatură și Premiul pentru pace al German Book Trade.[19]
- A fost membră a juriului de selecție pentru Festivalul de Film de la Veneția și Festivalul de Film de la New York
- Membru fondator al Institutului de Științe Umaniste din New York.
- Sontag a fost  președinte al PEN American Center din 1987 până în 1989.
- Când ayatollahul Khomeini l-a condamnat la moarte pe Salman Rushdie pentru cartea sa „blasfemiană” The Satanic Verses (1988), Sontag a condus protestele în numele său în cadrul comunității literare.

## Lucrări

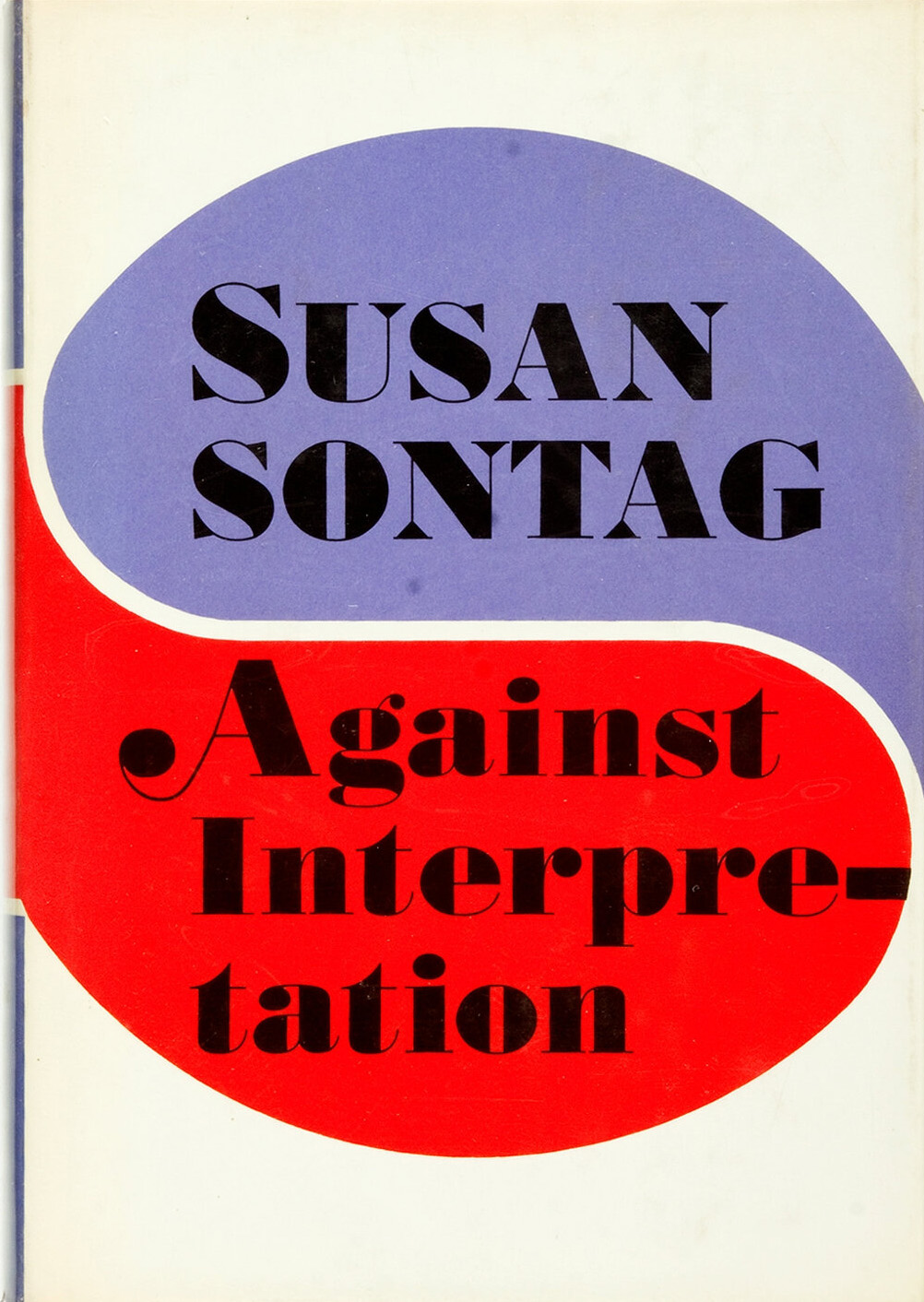
Against Interpretation (1966)

### Ficțiune
- (1963) The Benefactor
- (1967) Death Kit
- (1977) I, etcetera
- (1991) The Way We Live Now
- (1992) The Volcano Lover
- (1999) In America[20]

### Eseuri
- (1966) Against Interpretation, inclusiv eseul Notes on "Camp"
- (1969) Styles of Radical Will
- (1977) On Photography
- (1980) Under the Sign of Saturn
- (2001) Where the Stress Falls
- (2007) At the Same Time: Essays & Speeches

## Lucrări traduse în românește
- Impotriva interpretării, traducere de Mircea Ivanescu, București, Ed. Univers, 2000
- Impotriva interpretării, Editura Vellant, 2016
- Boala ca metaforă, SIDA și metaforele ei, traducere de Aurel Sasu, Cluj, Ed. Dacia, 1995
- Boala ca metaforă, Editura Vellant, 2014
- Despre fotografie, Editura Vellant, 2014
- In America, Editura Univers, 2007
- Dublu standard al îmbătrânirii Arhivat în 7 septembrie 2022, la Wayback Machine., text online
- Privind la suferința celuilalt, Editura Humanitas, 2011